# أبو فديك
أبو فديك هو عبد الله بن قيس بن ثعلبة التغلبي. ثائر من الخوارج الحرورية. اتبع في البداية نافع بن الأزرق، ثم تولى إِمرةَ الخوارج بعد مقتل نجدة الحروري عام 69هـ (حوالي 688م). وكانوا يسيطرون على البحرين، وما جاورها أيام حكم عبد الله بن الزبير (الخليفة في الحجاز).
ثار عام 72 هـ (حوالي 691م) في البحرين، واستولى عليها، فأرسل له خالد بن عبد الله الأموي، أمير العراق، أخاه أمية على رأس جيش لكنه هُزم، فما كان من عبد الملك بن مروان (الخليفة في الشام) إلاّ أن أرسل جيشاً من عشرة الآلاف مقاتل فقضى عليه بعد أن حاصرهم في المُشَقَّر وذلك في عام 73هـ.